# Jemenitische Fußballnationalmannschaft
Die jemenitische Fußballnationalmannschaft ist die Nationalmannschaft des Jemen.
Als der Jemen in die Staaten Nord- und Südjemen aufgeteilt war, existierten zwei Nationalmannschaften. Nach der Wiedervereinigung beider Staaten 1990 trat die jemenitische Fußballnationalmannschaft in die Nachfolge der nordjemenitischen Fußballnationalmannschaft, die südjemenitische Fußballnationalmannschaft wurde aufgelöst.
Dem Jemen (bzw. Nordjemen) ist es bisher noch nicht gelungen, sich für eine Fußball-Weltmeisterschaft zu qualifizieren. 2019 nahm die Mannschaft erstmals an einer Fußball-Asienmeisterschaft teil. Die vorher einzige Teilnahme einer jemenitischen Mannschaft gelang Südjemen bei der Asienmeisterschaft 1976.

## Weltmeisterschaften
Nordjemen
- 1930 bis 1982 – nicht teilgenommen
- 1990 bis 1994 – nicht qualifiziert

Jemen
- 1994 bis 2026 – nicht qualifiziert

## Asienmeisterschaften
Nordjemen
- 1956 bis 1980: nicht teilgenommen
- 1984 bis 1988: nicht qualifiziert

Jemen
- 1992 bis 2015: nicht qualifiziert
- 2019: Vorrunde
- 2024: nicht qualifiziert

## Westasienmeisterschaften
- 2000 bis 2008 – nicht teilgenommen
- 2010 – Halbfinale
- 2012 – Vorrunde
- 2013/14 – Zurückgezogen
- 2019 – Vorrunde
- 2021 – qualifiziert (Austragung erst 2023)

## Trainer
- Bert Trautmann (1983–1985)
- Milan Živadinović (11.2003–01.2004)
- Rabah Saâdane (07.2004–12.2005)
- José Morais (09.–11.2008)
- Sami Hasan al-Nash (01.–10.2009)
- Srećko Juričić (11.2009–12.2010)
- Amine al-Sunaini (12.2010–01.2012)
- Sami Hasan al-Nash (01.2012–09.2012)
- Tom Saintfiet (10.2012–03.2013)
- Sami Hasan al-Nash (04.–12.2013)
- Vladimir Petrović (12.2013–05.2014)
- Miroslav Soukup (05.2014–12.2015)
- Amine al-Sunaini (12.2015–02.2016)
- Abraham Mebratu (06.2016–04.2018)
- Ján Kocian (10.2018–01.2019)
- Sami Hasan al-Nash (07.2019–05.2021)
- Ahmed Ali Qassim (06.2021–05.2022)
- Adel Amrouche (05.–12.2022)
- Miroslav Soukup (01.2023–01.2024)
- Noureddine Ould Ali (seit 02.2024)

## Länderspiele
- Länderspiele des Jemen